# Vladimír Hanák
Vladimír Hanák (31. března 1931 Znojmo – 17. prosince 2022 Praha) byl český zoolog, učitel a ochránce přírody, známý svým výzkumem netopýrů a přínosem k jejich ochraně. Narodil se ve Znojmě v Československu, kde vystudoval gymnázium a poté zahájil svou profesní kariéru jako učitel a vědecký pracovník na Přírodovědecké fakultě Univerzity Karlovy, kde na katedře zoologie přednášel zoologii obratlovců.
Hanák zemřel 17. prosince 2022 ve věku 91 let a zanechal po sobě významný přínos zoologii a ochranářskému úsilí.

## Zoologie a pedagogika
Hanák se netopýrům věnoval po celý život a jeho badatelská činnost přispěla nejen k poznání těchto zajímavých živočichů, ale také k jejich ochraně. Na jeho počest je pojmenován netopýr Pipistrellus hanaki. Za dlouholetou vynikající vědeckou a pedagogickou práci v oblasti biologie savců a významnou koncepční činnost na fakultě mu byla v roce 2016 udělena Stříbrná pamětní medaile Přírodovědecké fakulty Univerzity Karlovy. V roce 2021 získal také čestné členství v prestižní Americké společnosti pro výzkum savců.
Jako pedagog vychoval Hanák několik generací zoologů, z nichž mnozí působí jak na akademické půdě, tak v řadě ochranářských institucí, muzeí, zoologických zahrad a státních úřadů. Podporoval také činnost odborných nevládních organizací, zejména České společnosti ornitologické a České společnosti pro ochranu netopýrů.

## Ochranářské aktivity
Jako autor, spoluautor a překladatel se podílel na řadě publikací, včetně těch o Podyjí, kde strávil většinu svého života. Hanák se také podílel na vzniku první komplexní analýzy Chráněné krajinné oblasti Podyjí, která vyšla jako „terénní dokument“ v polovině 80. let. Tato práce vedla v roce 1991 ke zřízení Národního parku Podyjí, kde Hanák působil jako první předseda Rady NP Podyjí až do roku 2014.
Kromě vědecké a ochranářské práce byl Hanák známý svou diplomacií a smyslem pro humor. Kultivoval vztahy mezi osobnostmi různých oborů a zdařile dokázal řešit konflikty. Vážili si ho politici, úředníci, zahraniční odborníci i pracovníci Správy NP Podyjí. Hanák byl lokálním patriotem, který prakticky neopouštěl Podyjí, kde monitoroval netopýry na tradičních stanovištích, a to jak na půdách, tak v jeskyních a sklepech.

### Audiovizualní dokumenty
- Netopýrolog. Česká republika 1996. Televizní dokumentární film. Režie A. Růžičková.